# Union of Welsh Independents
The Union of Welsh Independents (Union walisischer Unabhängiger, walisisch: Undeb yr Annibynwyr Cymraeg) ist der größte Zusammenschluss kongregationalistischer Gemeinden in Wales. Zur Union gehören etwa 500 Gemeinden mit ungefähr 20.000 Mitgliedern. Die Gottesdienste werden meist in walisischer Sprache gehalten.

## Geschichte
Die Wurzeln der Union liegen in der puritanischen Bewegung des 17. Jahrhunderts. 1639 entstand daraus die erste Gemeinde in Llanfaches bei Newport. 1872 schlossen sich die verschiedenen Gemeinden zur Union der walisischen Unabhängigen zusammen.
In den Jahren nach 2000 verhandelte die Union mit anderen walisischen Freikirchen über einen Zusammenschluss. Dies wurde allerdings von der Mehrzahl der Gemeinden der Union abgelehnt, so dass der Zusammenschluss nicht zustande kam.

## Ökumene
Die Kirche ist Mitglied des Ökumenischen Rates der Kirchen (ÖRK), der Gemeinschaft Evangelischer Kirchen in Europa und der Weltgemeinschaft Reformierter Kirchen.